# Sergio Rosales
Sergio Luis Rosales Archila (n. 1988) es un músico, director de orquesta y bandas, formado en el Sistema Nacional de Orquestas y Coros Juveniles e Infantiles de Venezuela, (El Sistema) fundado por el maestro José Antonio Abreu. Es el director musical de la Banda Sinfónica Juvenil Simón Bolívar.

## Biografía

### Primeros años
Nació en Maracay, Estado Aragua. A la edad de 5 años se muda con su familia a la ciudad de San Cristóbal. A los 10 de edad comenzó sus estudios de piano y violín en la Escuela Integral para las Artes "Judith Jaimes", luego ingresa al Sistema de Orquestas ejecutando el violín en la Orquesta Infantil del Táchira. 
En 2004 se traslada a la ciudad de Caracas para iniciar sus estudios de dirección orquestal en el Instituto Universitario de Estudios Musicales (actual UNEARTE con los maestros venezolanos Alfredo Rugeles y Rodolfo Saglimbeni. También participó en clases y cursos internacionales para directores ofrecidos por los maestros Sung Kwak, Wolfgang Trommer, Collin Meters, Helmuth Rilling, Mario Benzecry, Miguel Ángel Monroy, y Francisco Noya.
En ese periodo participó en el cuerpo de directores musicales del Núcleo la Rinconada y se desempeñó como director asistente del maestro Saglimbeni, en el montaje de óperas y obras sinfónicas, con la Orquesta Sinfónica Municipal de Caracas y la Orquesta Sinfónica Gran Mariscal de Ayacucho.

### 2008-presente
En agosto de 2008 realizó el curso internacional “Canford Summer School of Music”, en el Reino Unido, con los maestros George Hurst, Denise Ham, Rodolfo Saglimbeni y Robert Houlihann.
Ese mismo año fue invitado a dirigir la Banda Sinfónica Juvenil Simón Bolívar y más adelante el Maestro Jesús Ignacio Pérez Perazzo le cede la batuta de la Banda Sinfónica Juvenil Simón Bolívar (BSJSB), convirtiéndose entonces en su Director Musical. Poco tiempo después comienza sus estudios de dirección orquestal con el Maestro José Antonio Abreu.
En 2010 fue designado director de la Orquesta Sinfónica Juvenil del Conservatorio de Música Simón Bolívar.
En 2012 recibe una invitación a Bélgica para conducir a la agrupación "Brussels Chamber Soloists", en el concurso "Benelux Clarinet Competition" organizado por el clarinetista Eddy Vanoothuyse.
En junio de 2012 llevó la batuta de la Banda Sinfónica Juvenil Simón Bolívar en una gira por varias ciudades de Colombia, incluyendo presentaciones en el concierto inaugural del III Congreso Internacional de Música para Bandas en Medellín y en el Auditorio León de Greiff, de la Universidad Nacional de Colombia, en la ciudad de Bogotá.
En julio de 2013 Rosales conduce a la BSJSB en su primera gira europea por Francia, Bélgica, Suiza, Holanda y España, con conciertos en prestigiosos escenarios así como participaciones en grandes festivales de bandas, en los que destacaron el World Music Contest de Kerkrade, Holanda, y el Certamen Internacional de Bandas de Música de Valencia, España.
En junio de 2015, atendió el compromiso de grabar el Concierto para Clarinete de Jan van der Roost, junto al reconocido clarinetista Eddy Vanoosthuyse junto a la Central Aichi Symphony Orchestra en la ciudad de Nagoya, Japón. Donde además presentó el estreno asiático de dicho concierto.
En 2016 realizó su debut en Estados Unidos al dirigir la Virginia Wind Symphony en Norfolk, Virginia.